# Graphene Flagship
Graphene Flagship è una iniziativa di ricerca sul Grafene dell'Unione europea nata nel 2013 con un budget di 1 miliardo di euro. Rappresenta una nuova forma per unire e coordinare iniziative di ricerca in una scala senza precedenti 
Attraverso un consorzio accademico-aziendale, la ricerca coprirà l'intera catena del valore dai materiali di produzione ai componenti e all'integrazione di sistema e mettendo in essere un numero di obiettivi specifici per esplorare le proprietà uniche del grafene 
Alcuni critici argomentano che iniziative di tale portata hanno un finanziamento eccessivo rispetto al suo potenziale industriale.